# Zumzeig Cinecooperativa
El Cinema Zumzeig, actualment Zumzeig Cinecooperativa, és una sala de cinema ubicada al Carrer Béjar, 35, de Barcelona.
Es va obrir el 4 d'octubre de 2014, impulsat per l'activista cultural Esteban Bernatas Chassaigne, en un espai format per una sala de 73 localitats i un bar. S'hi van programar pel·lícules en versió original subtitulada del circuit de cinema independent, pel·lícules infantils i programacions fora del circuit comercial cinematogràfic. L'empresa es va establir també com a distribuïdora de cinema, amb el nom de Zumzeig Distribució, L'agost de 2016 es va fer pública la notícia del seu tancament.
El novembre del 2016, la sala de cinema Zumzeig va reobrir amb una gestió cooperativa sense ànim de lucre sota el nom de Zumzeig Cinecooperativa. Va ser el primer cinema cooperatiu de Catalunya, seguint un model cooperatiu posat en pràctica a Galícia amb la cooperativa NUMAX l'any 2015. El desembre de 2018 va rebre el Premi Tendències del diari El Mundo, en la seva edició de Catalunya. El febrer de 2019 va rebre el Premi Ciutat de Barcelona en la categoria Audiovisual. Zumzeig Cinecooperativa ofereix projeccions de cinema independent en versió original i programa diversitat d'iniciatives artístiques, socials i solidàries.